# آورو بورگا
آورو بورگا (به انگلیسی: Avro Burga) یک هواپیمای ساختِ کارخانهٔ آورو در کشور بریتانیا است. این هواپیما در ۲۰ نوامبر ۱۹۱۲ میلادی نخستین پرواز خود را انجام داد.